# 오표시 무해의 원칙
오표시 무해의 원칙(誤表示無害의 原則, 라틴어: falsa demonstratio non nocet)은 대한민국 민법의 원칙으로 표의자가 표시를 잘못하였음에도 불구하고 상대방이 표의자의 진의를 올바르게 인식한 경우 표의자가 의도했던 대로 그 효과가 발생하므로 표의자에게 해가 되지 않는다는 것이다. 이는 로마법에서 기원한「오표시는 해가 되지 않는다」라는 법언에서 유래한다. 법률행위해석 방법 중 자연적 해석에 해당된다.

## 사례
계약서에 갑 토지를 매매할 목적으로 을 토지라고 표기하였으나 당사자 쌍방이 모두 갑을 매매목적물로 하려는 의사일 경우 표시와는 무관하게 의도했던대로 갑 토지에 대하여 소유권 이전의 법률효과가 발생하게 된다.

## 관련판결
- 대판 1993.10.26, 93다2629, 2636

## 같이 보기
- 법률행위
- 비진의 의사표시
- 자연적 해석
- 규범적 해석
- 보충적 해석